# Wacław Zaremba (kasztelan nakielski)

Herb Zaremba

Wacław Zaremba z Kalinowy herbu własnego (zm. 1555/1558) – kasztelan nakielski.

## Rodzina
Pochodził z rodziny szlacheckiej pieczętującej się herbem Zaremba. Urodził się w rodzinie Jana Zaremby (zm. 1523), kasztelana poznańskiego, wojewody łęczyckiego i kaliskiego oraz Anny z Łapuszki. Rodzeństwo Wacława składało się z braci: Krzysztofa (zm. 1550/1551), Jana (zm. 1544-1547), Zofii, zamężnej z Janem Podsadowskim, Katarzyny, zamężnej z Łukaszem Bielikiem ze Skornic oraz Barbary, późniejszej żony Piotra Boturzyńskiego, tenutariusza pietrzykowskiego. Ożenił się z Dorotą Potulicką, herbu Grzymała, córką Mikołaja z Chodzieża Potulickiego, kasztelana rogozińskiego. Z małżeństwa urodziły się dzieci: Andrzej (zm. 1570/1579), starosta grabowski, tenutariusz królewski w Stawiszynie, Jan (zm. po 1570), Wacław (zm. 1563/1568), Zofia (zm. po 1604), zamężna z Dawidowskim, następnie Gabrielem Bojanowskim i Janem Chwałkowskim herbu Odrowąż, Anna (zm. 1581), zamężna z Kochcickim oraz Katarzyna, zamężna 1voto Janem Koźmińskim herbu Poraj - łowczym kaliskim, następnie Stanisławem Russockim herbu Korab, kasztelanem santockim, któremu wzniosła w Kościele Ojców Bernardynów w Kazimierzu Nagrobek w 1583 roku.

## Wykształcenie i kariera
Kształcił się w Akademii w Lipsku. Po studiach otrzymał starostwo grabowskie, nakielskie i stawiszyńskie. Dworzaninem królewskim został w 1531 roku. Od 1540 do 1558 roku pełnił obowiązki kasztelana nakielskiego.

## Dobra majątkowe
Zabezpieczył następujące dobra majątkowe swej żonie: w Kalinowie, Sędzimirowicach, Domaniewie, Sobieszunku, Upuszczowie, Gaciach i Kurbowie. Żona Wacława, Dorota Potulicka wniosła na posag małżeństwa Ładozyn, Mrocze i inne 22 wsie.

## Źródła
- Teodor Żychliński, "Złota księga szlachty polskiej", (rocznik 20, Zarembowie herbu własnego)
- Kacper Niesiecki, "Herbarz Polski"